# Герб Нижньосірогозького району
Герб Нижньосірогозького району — офіційний символ Нижньосірогозького району, затверджений рішенням сесії районної ради.

## Опис
На червоному щиті з золотою нитяною облямівкою золотий фалар - елемент кінської збруї давніх скіфів. Щит увінчано золотою стилізованою короною й обрамлено пшеничним колоссям, обвитим лазуровою стрічкою з золотим написом "Нижньосірогозький район".